# Debbie Sellin
Deborah Mary Sellin (née le 1er octobre 1964) est une évêque de l'Église d'Angleterre qui est évêque de Peterborough depuis 2023. Elle est auparavant évêque de Southampton, évêque suffragant du diocèse de Winchester, et exerce les fonctions d'évêque diocésain de Winchester.

## Jeunesse
Sellin est originaire d'Écosse et est née à Dumfries le 1er octobre 1964. Elle étudie à l'Université de St Andrews et obtient une maîtrise ès arts (MA Hons) en 1986. Elle travaille comme responsable au sein du National Health Service (NHS), puis comme intervenante auprès des familles et des enfants. Elle se prépare à l'ordination avec le Southern Theological Education and Training Scheme entre 2004 et 2007.

## Ministère ordonné
Sellin est ordonnée diacre à Petertide 2007 (1er juillet) et prêtre à la Petertide suivante (28 juin 2008) – les deux fois par Christopher Hill, évêque de Guildford, à la cathédrale de Guildford et exerce tout son ministère paroissial dans le diocèse de Guildford. Elle est ministre non rémunérée à St Saviour, Guildford, de 2007 à 2010, puis vicaire de Wonersh de 2010 à 2019 et également doyenne de région de Cranleigh de 2015 à 2019. En 2018, elle est nommée chanoine honoraire de la cathédrale de Guildford.

### Ministère épiscopal
En avril 2019, elle est nommée évêque de Southampton et prend ses fonctions le 3 juillet 2019, jour de sa consécration,, par Justin Welby, archevêque de Cantorbéry, à la cathédrale Saint-Paul.
Le 20 mai 2021, Tim Dakin, évêque de Winchester, se met en retrait en tant qu'évêque diocésain pendant six semaines, face à la menace d'une motion synodale diocésaine de censure. David Williams, évêque de Basingstoke, l'autre évêque suffragant, est également « en retrait » et Sellin exerce les fonctions d'évêque diocésain par intérim. Le « retrait » est ensuite  prolongé et le 16 juillet, Dakin annonce prendre sa retraite en février 2022 ; pendant ce temps, Sellin continue comme évêque diocésain par intérim. Le 11 janvier 2022, l'archevêque de Cantorbéry annonce que Sellin reste évêque diocésain par intérim pendant la vacance du poste après la retraite officielle de Dakin le 6 février 2022. Elle le reste jusqu'au 10 octobre 2023, date à laquelle Philip Mounstephen est confirmé comme évêque de Winchester et prend officiellement ses fonctions.
Le 28 septembre 2023, Sellin est nommée évêque de Peterborough, et prend possession du Siège après la confirmation de son élection, le 13 décembre 2023, à la chapelle du Palais de Lambeth.